# وراثت وابسته به ایکس غالب

وراثت غالب وابسته به ایکس

وراثت وابسته به ایکس غالب، نوعی وراثت ژنتیکی است که طی آن یک ژن غالب بر روی کروموزوم ایکس حمل می‌شود. این نوع وراثت به‌عنوان یک الگوی وراثتی، کمتر از نوع وراثت وابسته به ایکس مغلوب فراوانی دارد. در پزشکی، وراثت غالب وابسته به ایکس نشان می‌دهد که یک ژن مسئول یک اختلال ژنتیکی در کروموزوم ایکس واقع شده‌است، و تنها یک نسخه از آلل در هنگام ارث بردن از والدینی که دارای یک اختلال هستند، برای ایجاد این اختلال کافی است. در این حالت، فردی که آلل وابسته به ایکس غالب را بیان کند، این اختلال را به نمایش می‌گذارد و تحت تأثیر آن قرار می‌گیرد.
صفات وراثت وابسته به ایکس غالب لزوماً بیشتر از زنان بر مردان تأثیر نمی‌گذارند (برخلاف صفات مرتبط با وراثت وابسته به X مغلوب). الگوی دقیق وراثت، بسته به این‌که پدر یا مادر دارای ویژگی مورد نظر باشند، متفاوت است. تمام پدرانی که تحت تأثیر یک اختلال غالب وابسته به ایکس قرار دارند، دختران را بیمار می‌کنند اما پسران را تحت تأثیر قرار نمی‌دهند. با این حال، اگر مادر نیز مبتلا باشد، پسران، بسته به این‌که کروموزوم ایکس غالب یا مغلوب منتقل شود، ممکن است که بیمار شوند؛ بنابراین در صورت انتقال اختلال به پسر، مادر همیشه دچار اختلال بوده‌است. برخی از شرایط غالب وابسته به ایکس، در جنین‌های مذکر کشنده است و به‌نظر می‌رسد که این موارد (پس از تولد) فقط در دختران قابل مشاهده است.

## ژنتیک
از آن‌جا که کروموزوم ایکس، یکی از کروموزوم‌های جنسی است (دیگری کروموزوم Y است)، وراثت مرتبط با ایکس، توسط جنسیت والدین حامل یک ژن خاص تعیین می‌شود و اغلب می‌تواند پیچیده به‌نظر برسد. این به این دلیل است که، به‌طور معمول، زنان دو نسخه از کروموزوم ایکس دارند، در حالی‌که مردان تنها یک نسخه دارند. تفاوت بین الگوهای وراثت غالب و مغلوب نیز در تعیین شانس به ارث بردن یک اختلال وابسته به ایکس از خانوادهٔ خود نقش دارد.
مردان فقط می‌توانند یک کروموزوم ایکس را از مادر خود دریافت کنند در حالی‌که زنان، یک کروموزوم ایکس را از هر یک از والدین دریافت می‌کنند. در نتیجه، زنان تمایل بیشتری به ابتلا به اختلالات وابسته به ایکس غالب دارند، زیرا شانس بیشتری برای به ارث بردن یک کروموزوم ایکس معیوب دارند.

### وراثت
در وراثت وابسته به ایکس غالب، زمانی که مادر «به‌تنهایی» حامل یک ژن جهش‌یافته یا معیوب مرتبط با بیماری یا اختلال باشد. او خودش این اختلال را خواهد داشت. فرزندان او این اختلال را به‌شرح زیر به ارث می‌برند:
- از دختران و پسران او: ۵۰٪ این اختلال را خواهند داشت، ۵۰٪ کاملاً سالم خواهند بود. کودکان از هر جنسیت، شانس یکسانی برای دریافت هر یک از دو کروموزوم ایکس مادرشان دارند که یکی از آن‌ها حاوی ژن معیوب مورد بحث است.

وقتی پدر «به‌تنهایی» ناقل ژن معیوب مرتبط با بیماری یا اختلال باشد، او به این اختلال مبتلا است و فرزندان او این اختلال را به‌شرح زیر به ارث می‌برند:
تمامی دختران، چون دارای کروموزوم ایکس پدری معیوب هستند، بیمار خواهند بود اما تمامی پسرها به این دلیل که تک‌کروموزوم ایکس خود را از مادر سالم دریافت می‌کنند، سالم هستند.
اگر مادر و پدر، «هر دو» ناقل و مبتلا به اختلال وابسته به ایکس غالب باشند، فرزندان آن‌ها این اختلال را به‌شرح زیر، به ارث می‌برند:
- از دختران آن‌ها: ۱۰۰٪ این اختلال را دارند، زیرا همهٔ دختران، صرف‌نظر از خالص یا ناقل بودن مادر، یک نسخه از کروموزوم ایکس پدر خود را دریافت خواهند کرد.
- از پسران: ۵۰٪ این اختلال را دارند، ۵۰٪ کاملاً سالم خواهند بود. پسران، شانس برابری برای دریافت هر یک از کروموزوم‌های ایکس مادرشان دارند.

در حالتی‌که هر دو والدین، حامل یک اختلال غالب وابسته به ایکس هستند، احتمال این‌که دختری دو نسخه از کروموزوم ایکس را با ژن معیوب دریافت کند ۵۰ درصد است، زیرا دختران یک نسخه از کروموزوم ایکس دریافت می‌کنند. اگر یک اختلال وابسته به ایکس غالب از هردو والد به دختری منتقل شود، آن دختر احتمالاً شکل شدیدتری را تجربه می‌کند.
برخی از شرایط غالب مرتبط با ایکس مانند سندرم ایکاردی برای پسران، کشنده است؛ بنابراین فقط دخترانی با این شرایط یا پسران مبتلا به سندرم کلاین‌فلتر (چون بیش از یک کروموزوم ایکس دارند) می‌توانند زنده بمانند.
چند پژوهشگر پیشنهاد کرده‌اند که استفاده از اصطلاحات غالب و مغلوب هنگام اشاره به وراثت وابسته به ایکس متوقف شود، و بیان کرده‌اند که نفوذ بسیار متغیر صفات مرتبط با ایکس در زنان در نتیجهٔ مکانیسم‌هایی مانند غیرفعال‌سازی منحنی ایکس یا موزائیسیسم سوماتیک است و سازگاری با تعاریف استاندارد غالب و مغلوب دشوار است.

## فهرست بیماری‌ها
- راشیتیسم مقاوم به ویتامین دی: هیپوفسفاتمی وابسته به ایکس
- سندرم رت (۹۵٪ موارد ب‌علت جهش‌های پراکنده‌است)
- بیشتر موارد سندرم آلپورت[۲]
- Incontinentia pigmenti[۳][۴]
- سندرم Giuffrè – Tsukahara[۵]
- سندرم گُلتز
- پورفیری وابسته به ایکس غالب[۶]
- سندرم ایکس شکننده
- سندرم ایکاردی